# Santa Rosa, Altotonga
Santa Rosa är en ort i Mexiko.   Den ligger i kommunen Altotonga och delstaten Veracruz, i den sydöstra delen av landet, 200 km öster om huvudstaden Mexico City. Santa Rosa ligger 2 191 meter över havet och antalet invånare är 154.
Terrängen runt Santa Rosa är varierad. Runt Santa Rosa är det ganska tätbefolkat, med 90 invånare per kvadratkilometer. Närmaste större samhälle är Teziutlan, 16,0 km nordväst om Santa Rosa. Trakten runt Santa Rosa består till största delen av jordbruksmark.